# Щербаков Олександр Сергійович
Олександр Сергійович Щербаков (27 вересня (10 жовтня) 1901 , Руза, Московська губернія  — 10 травня 1945 , Москва ) — радянський партійний і державний діяч, секретар ЦК ВКП(б). У 1942–1943 роках заступник наркома оборони СРСР, голова Ради військово-політичної пропаганди, начальник Радінформбюро. З червня 1942 року — начальник Головного політичного управління РСЧА, генерал-полковник (1943). Член ЦК КП(б)У в червні 1938 — травні 1940 р. Член Політбюро ЦК КП(б)У в червні — грудні 1938 р. Член ЦК ВКП(б) в березні 1939 — травні 1945 р. Член Оргбюро ЦК ВКП(б) в березні 1939 — травні 1945 р. Кандидат у члени Політбюро ЦК ВКП(б) в лютому 1941 — травні 1945 р. Депутат, член Президії Верховної Ради УРСР 1-го скликання. Депутат Верховної Ради СРСР 1-го скликання.

## Біографія
Народився 27 вересня (10 жовтня) 1901 року в місті Рузі Московської губернії в родині робітника-слюсаря залізничної майстерні. У 1906 році помер батько, а в 1907 році родина переїхала до міста Рибінська. У 1912 році закінчив початкову школу в місті Рибінську. Деякий час навчався у Рибінському вищому початковому училищі.
Трудову діяльність розпочав у 1912 році в місті Рибінську Ярославської губернії носієм газет, з червня 1912 по листопад 1914 року був учнем та фальцювальником в друкарні Любіна. З липня 1916 по вересень 1918 року працював відкатником на Північно-Західній залізниці в Рибінську.
У 1917–1918 роках — в Червоній гвардії Ярославської губернії. У квітні 1918 року вступив до Спілки робітничої молоді імені III Інтернаціоналу, був на комсомольській роботі в місті Рибінську. У 1918 році — слухач курсів агітаційної школи при ЦК РКСМ.
Член РКП(б) з вересня 1918 року.
У 1918–1922 роках — на комсомольській роботі: у грудні 1918 — листопаді 1919 року — інструктор-організатор ЦК РКСМ на агітпоїзді імені Жовтневої революції; у листопаді 1919 — лютому 1921 року — представник ЦК КСМ Туркестану в Ташкентській організації КСМ, завідувач економіко-правового відділу і секретар Туркестанського крайкому РКСМ у Ташкенті, представник Туркестанського крайкому РКСМ в Бухарському ханстві, відповідальний секретар районного комітету РКСМ у місті Ташкенті; у лютому 1921 — жовтні 1922 року — завідувач економіко-правового відділу, завідувач інструкторського відділу ЦК РКСМ у Москві.
З жовтня 1922 по березень 1924 року навчався в Комуністичному університеті (академії) імені Якова Свердлова, закінчив два курси.
У березні 1924 — листопаді 1925 року — пропагандист, завідувач організаційно-інструкторського відділу, завідувач агітаційно-пропагандистського відділу Сормовського повітового комітету РКП(б) Нижньогородської губернії.
У листопаді 1925 — березні 1927 року — відповідальний секретар Берегового районного комітету РКП(б) міста Нижнього Новгорода.
У березні 1927 — січні 1928 року — відповідальний редактор газети «Нижегородская коммуна». У січні — серпні 1928 року — завідувач агітаційно-пропагандистського відділу Нижньогородського губернского комітету ВКП(б).
У жовтні 1928 — травні 1929 року — відповідальний секретар районного комітету РКП(б) Балахнінського робітничого району Нижньогородської губернії.
У квітні 1929 — серпні 1930 року — відповідальний секретар Муромського окружного комітету ВКП(б) Нижньогородської області.
З серпня 1930 по квітень 1932 року навчався на історико-партійному відділі Інституті червоної професури в Москві, закінчив 1,5 курсу.
У 1932–1936 роках працював в апараті ЦК ВКП(б), «кадровий апаратник»: у квітні 1932 — лютому 1934 року — заступник завідувача організаційно-інструкторського відділу ЦК ВКП(б), у квітні — серпні 1934 року — заступник завідувача відділу керівних партійних органів ЦК ВКП(б) і керівник партійної організації ЦК ВКП(б), у 1934–1935 роках — заступник завідувача відділу культури і пропаганди ленінізму ЦК ВКП(б), у травні 1935 — червні 1936 року — завідувач відділу культурно-просвітницької роботи ЦК ВКП(б).
Одночасно з вересня 1934 по 1936 рік — 1-й секретар Правління Спілки письменників СРСР.
15 червня 1936 — 6 червня 1937 року — 2-й секретар Ленінградського обласного комітету ВКП(б).
22 червня — жовтень 1937 — виконувач обов'язків 1-го секретаря Східно-Сибірського обласного комітету ВКП(б). У жовтні — грудні 1937 — виконувач обов'язків 1-го секретаря Іркутського обласного комітету ВКП(б). У грудні 1937 — травні 1938 — 1-й секретар Іркутського обласного комітету ВКП(б).
З 8 квітня до 9 червня 1938 року — виконувач обов'язків 1-го секретаря Донецького обласного комітету КП(б)У. З 9 червня до 12 листопада 1938 року — 1-й секретар Сталінського обласного комітету КП(б)У. Брав участь у репресіях, очолював «трійки».
З 1938 — депутат Верхової Ради УРСР 1-го скликання.
З 2 листопада 1938 по 10 травня 1945 року — 1-й секретар Московського обласного і міського комітетів ВКП(б).
З 5 травня 1941 по 10 травня 1945 року — секретар ЦК ВКП(б).
З червня 1942 по 10 травня 1945 року — начальник Головного політичного управління РСЧА, начальник Радінформбюро.
4 червня 1942 року — 20 травня 1943 року — заступник наркома оборони СРСР, голова Ради військово-політичної пропаганди.
Одночасно у червні 1943 — травні 1945 року — завідувач відділу міжнародної інформації ЦК ВКП(б).
10 травня 1945 помер від зупинки серця, як наслідок важкого алкогольного отруєння у Москві. Похований у Некрополі Кремлівської стіни.
У 1952–1953 була сфабрикована так звана «справа лікарів», частина з них звинувачувалася, зокрема, в тому, що довели Щербакова до смерті неправильним лікуванням.

## Родина
Сини:
- Щербаков Олександр Олександрович (1925—2013) — льотчик-випробувач, Герой Радянського Союзу,
- Щербаков Костянтин Олександрович (нар. 1938) — радянський і російський журналіст і письменник,
- Щербаков Іван Олександрович (нар. 1944) — науковець-фізик, директор інституту загальної фізики імені О. М. Прохорова.

## Звання
- генерал-лейтенант (6.12.1942)
- генерал-полковник (17.09.1943)

## Нагороди
- три ордени Леніна
- орден Суворова I ступеня
- орден Кутузова I ступеня
- орден Вітчизняної Війни I ступеня.
- медаль «За оборону Москви»

## Вшанування пам'яті
На честь Щербакова у 1946–1957 називалося місто Рибінськ, РРФСР, де він недовгий час працював і московська станція метро, з 1990 називається «Олексіївська».
У Москві планувалося відкрити пам'ятник Щербакову біля Стрітенських воріт, однак за Хрущова ці плани були скасовані, а згодом у 1975 на цьому місці встановлено пам'ятник Надії Крупській.
На честь Щербакова названий Центральний парк культури і відпочинку імені О. С. Щербакова в Донецьку, вулиці в Пермі, Свердловську, Санкт-Петербурзі, Липецьку.